# 휴대전화 던지기
휴대전화 던지기(핀란드어: Kännykänheitto)는 통신 회사들이 휴대전화 사용료를 지나치게 많이 받는데 항의해 2000년 핀란드의 작은 마을 사본리나에서 시작된 국제적인 스포츠이다. 인간이 때로는 자신의 휴대전화를 내던지고 싶은 충동을 느끼고 있다는 점에 착안하여 기획되었으며 참가자는 휴대 전화를 던져 그 던진 거리와 기술을 겨룬다. 2005년부터는 영국 런던 소재 Tooting Bec Athletics Track에서 런던 휴대전화 던지기 대회를 개최하고 있다.

## 역대 우승자

### 핀란드 대회
오리지널 - 멀리 던지는 것을 겨루는 것이다.
오리지널 팀 - 최고 3명의 경기자가 각각 1번씩 던져서 그 합계거리를 겨룬다.
프리스타일 - 던지는 자세의 아름다움과 독창성을 겨룬다.
쥬니어 - 12세 이하의 아이들을 대상으로 거리를 겨룬다.
- 2003년 제4회 노르웨이의 트론하임에서 개최, 구형 노키아 휴대 전화기를 99m 던진 산탈라[4]
- 2004년 제5회 노키아 구식 모델을 이용하여 82.5미터 32살 빌레 피포
- 2005년 제6회 남자부 Mikko Lampi 핀란드 - 94.97m
- 2006년 제7회 남자부 우승자의 기록은 89미터, 여자부는 Eija Laakso 핀란드 - 50.83미터[5]
- 2008년 대회는 에스토니아 나르바에서 개최, 에스토니아 대표인 티모 릴륨이 휴대전화를 85m(휴대전화기 던지기 세계기록은 89.62m)
- 2011년 76m를 기록한 개최국 핀란드의 오스카리 하이노넨[6]
- 2012년 101.47 미터의 기록을 세운 18살 에레 카루자라이넨[7]

### 런던 대회
- 2006년 남자부에서 92.80미터(영국, Chris Hoyhff씨. 창던지기 선수 출신), 여자부에서 53.52미터(영국, Jan Singleton씨. 회사원)[8]